# Missione sui iuris di Funafuti
La missione sui iuris di Funafuti (in latino Missio sui iuris Funafutina) è una sede della Chiesa cattolica a Tuvalu aggregata alla provincia ecclesiastica di Suva. Nel 2022 contava 110 battezzati su 11.100 abitanti. È retta dal superiore Eliseo Napiere, M.S.P.

## Territorio
La missione sui iuris comprende l'intero territorio dell'arcipelago di Tuvalu.
Sede della missione è l'atollo di Funafuti.
Il territorio consta di un'unica parrocchia, dedicata a Cristo Re.

## Storia
La missione sui iuris è stata eretta il 10 settembre 1982, in seguito alla divisione della diocesi di Tarawa, Nauru e Funafuti, da cui ha tratto origine anche la diocesi di Tarawa e Nauru.

## Cronotassi dei superiori
Si omettono i periodi di sede vacante non superiori ai 2 anni o non storicamente accertati.
- Pio Taofinu'u, S.M. † (10 settembre 1982 - 7 agosto 1985 dimesso)
- John Rodgers, S.M. † (7 agosto 1985 - 14 luglio 1986 dimesso)
- Camille DesRosiers, S.M. † (14 luglio 1986 - 2010 dimesso)
- John Rarikin Ikataere, M.S.C. † (24 settembre 2010 - 8 febbraio 2014 deceduto)
- Reynaldo Bunyi Getalado, M.S.P. (24 febbraio 2014 - 8 dicembre 2023 nominato vescovo coadiutore di Rarotonga)
- Eliseo Napiere, M.S.P., dal 3 giugno 2024

## Statistiche
La missione sui iuris nel 2022 su una popolazione di 11.100 persone contava 110 battezzati, corrispondenti all'1,0% del totale.
| anno | popolazione | popolazione | popolazione | presbiteri | presbiteri | presbiteri | presbiteri                | diaconi | religiosi | religiosi | parrocchie |
| anno | battezzati  | totale      | %           | numero     | secolari   | regolari   | battezzati per presbitero | diaconi | uomini    | donne     | parrocchie |
| ---- | ----------- | ----------- | ----------- | ---------- | ---------- | ---------- | ------------------------- | ------- | --------- | --------- | ---------- |
| 1990 | 77          | 8.860       | 0,9         | 1          |            | 1          | 77                        |         | 1         |           |            |
| 1999 | 107         | 10.043      | 1,1         | 1          |            | 1          | 107                       |         | 1         |           | 1          |
| 2000 | 109         | 10.400      | 1,0         | 1          |            | 1          | 109                       |         | 1         |           | 1          |
| 2001 | 112         | 10.450      | 1,1         | 1          |            | 1          | 112                       |         | 1         |           | 1          |
| 2002 | 112         | 10.500      | 1,1         | 1          |            | 1          | 112                       |         | 1         |           | 1          |
| 2003 | 117         | 11.343      | 1,0         | 1          |            | 1          | 117                       |         | 1         |           | 1          |
| 2004 | 122         | 9.564       | 1,3         | 1          |            | 1          | 122                       |         | 1         |           | 1          |
| 2007 | 131         | 10.173      | 1,3         | 1          |            | 1          | 131                       |         | 1         |           | 1          |
| 2010 | 119         | 10.000      | 1,2         | 1          |            | 1          | 119                       | 1       | 1         |           | 1          |
| 2014 | 116         | 11.000      | 1,1         | 1          |            | 1          | 116                       |         | 1         |           | 1          |
| 2017 | 110         | 11.000      | 1,0         |            |            |            |                           |         |           |           | 1          |
| 2020 | 110         | 11.192      | 1,0         |            |            |            |                           |         |           |           | 1          |
| 2022 | 110         | 11.100      | 1,0         |            |            |            |                           |         |           |           | 1          |